# Dror Moreh

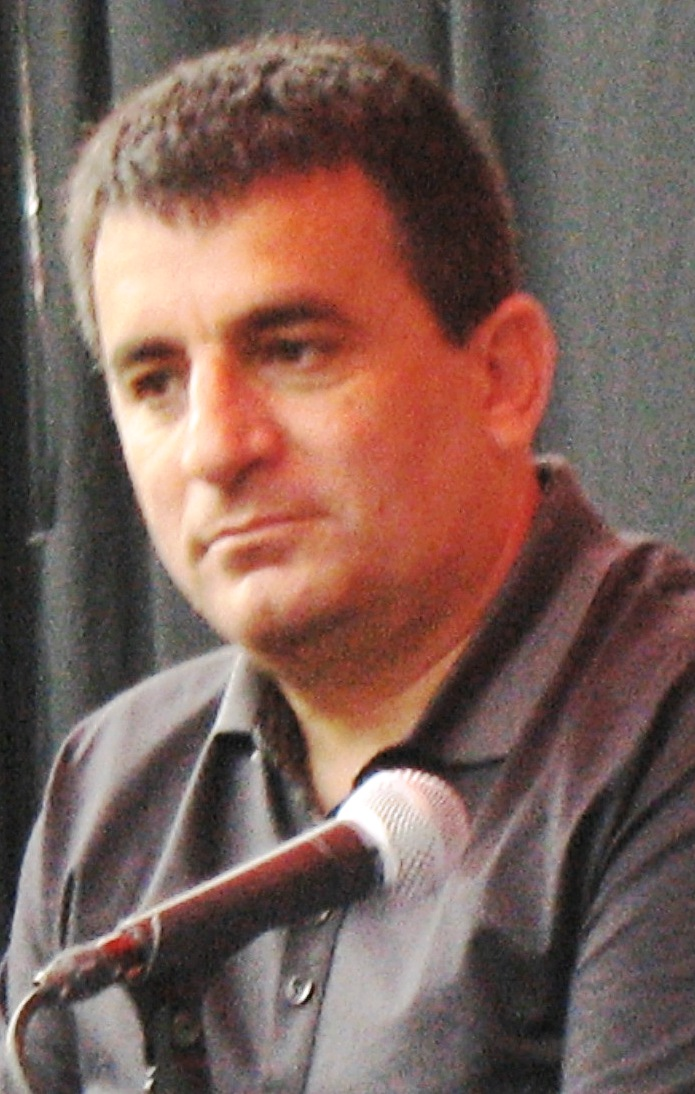
Dror Moreh während einer Pressekonferenz auf dem Telluride Filmfestival am 2. September 2012.

Dror Moreh (hebräisch דרור מורה, * 4. November 1961 in Jerusalem) ist ein israelischer Regisseur, Fotograf, Kameramann und Filmproduzent, der bei mehreren israelischen  Dokumentar-, Kino- und Fernsehproduktionen mitwirkte.

## Werdegang
Moreh hatte in der Fachrichtung Film und Fernsehen an der Universität Tel Aviv studiert. Nach der Absolvierung seines Studiums war er zunächst als Kameramann bei einigen israelischen Film- und Fernsehproduktionen tätig. Sein Debüt hinter der Kamera hatte er 1994 mit dem Film Ha-Ach Shel Driks. 2008 war er bei dem Dokumentarfilm Sharon erstmals auch als Drehbuchautor, Regisseur und Produzent tätig.
2012 bekam er als Regisseur und Filmproduzent mit dem israelischen Dokumentarfilm Töte zuerst (The Gatekeepers), der sich mit der israelischen Sichtweise des Nahostkonflikts befasst, weltweite Aufmerksamkeit. Der Dokumentarfilm wurde 2013 für einen Oscar nominiert.

## Filmografie

### Als Kameramann
- 1994: Ha-Ach Shel Driks (האח של דריקס)
- 1995: B'Shivim Ushtayim lo hajita Milchama ( ב-72' לא הייתה מלחמה)
- 1996: Beit Shean: Seret_Milchamah ( בית שאן סרט מלחמה)
- 1996: ha_Chetzi ha_Sheni (החצי השני)
- 1996–1999: Hafuch (הפוך), TV-Serie
- 1999: Kesher Ir (קשר עיר)
- 2001: Kikar ha_Chalomot (כיכר החלומות)
- 2002: Melech HaRating (מלך הרייטינג)
- 2002: Asesino (אססינו)

### Als Regisseur und Produzent
- 2002: Project Keisaria (פרויקט קיסריה), Doku über Hannah Szenes
- 2008: Sharon, Doku über Ariel Scharon
- 2009: HaSmuyim (הסמויים), Mini-Serie über Undercover cops
- 2010: Mayumana (מיומנה), Doku über Mayumana
- 2012: The Gatekeepers (שומרי הסף), Doku über Shin Beth
- 2019: The Human Factor
- 2022: The Corridors of Power

## Fernsehaufführungen
Der Film Töte Zuerst (englisch: The Gatekeepers) wurde am 5. März 2013 im deutsch-französischen Fernsehkanal arte und am darauffolgenden Tag von der ARD gezeigt.